# Hide (película)
Hide (conocido en España como Escondida) es un telefilme de suspenso, misterio y drama de 2011, dirigido por John Gray, escrito por Janet Brownell y basado en la novela Escondida de Lisa Gardner, los protagonistas son Carla Gugino, Mark-Paul Gosselaar y Kevin Alejandro, entre otros. El filme fue realizado por Stephanie Germain Productions, se estrenó el 6 de diciembre de 2011.

## Sinopsis
Carla Gugino desarrolla el papel de una investigadora (D.D. Warren) de Boston que analiza los cadáveres momificados de seis mujeres.